# Rugiswalde
Rugiswalde je vesnice, místní část města Neustadt in Sachsen v německé spolkové zemi Sasko. Nachází se v zemském okrese Saské Švýcarsko-Východní Krušné hory a má 260 obyvatel.

## Historie
Rugiswalde bylo založeno patrně franskými osadníky ve 12. století jako lesní lánová ves. V písemných pramenech je prvně zmiňováno roku 1413 nebo 1415 jako Rudolswalde, kdy bylo spravováno z rytířského statku v sousedním Langburkersdorfu. Samostatná obec se roku 1973 stala součástí Langburkersdorfu a roku 1994 byla začleněna do nově vzniklé obce Hohwald. Od roku 2007 je Rugiswalde součástí města Neustadt in Sachsen.

## Geografie
Vesnice leží na hranicích Šluknovské pahorkatiny a Saského Švýcarska. Nachází se jihovýchodně od Neustadtu in Sachsen na státní hranici s Českou republikou; sousedí s Novou Vískou a Horní Poustevnou, částmi obce Dolní Poustevna. Do Horní Poustevny vede turistický hraniční přechod pro pěší a cyklisty. Rugiswalde se táhne údolím potoka Frohnbach, který teče přibližně západo-východním směrem. Západně od vsi se nachází vrch Ungerberg (538 m) s rozhlednou.

## Turistika
- lyžařská sjezdovka Skilift Rugiswalde na Gerstenbergu
- rozhledna na Ungerbergu